# Modisimus chickeringi
Modisimus chickeringi is een spinnensoort uit de familie trilspinnen (Pholcidae). De soort komt voor in Panama.